# عثمان هونگ
عثمان هونگ (انگلیسی: Osman Hung؛ زادهٔ ۲۰ مارس ۱۹۷۹) یک هنرپیشه و خواننده-ترانه‌پرداز اهل هنگ کنگ است.
از فیلم‌ها یا مجموعه‌های تلویزیونی که وی در آن‌ها نقش داشته است می‌توان به عشق در واقع… چیز مزخرفی است! و امور دوزخی اشاره نمود.